# Сомервиль (лунный кратер)
Кратер Сомервиль (лат. Somerville) — небольшой ударный кратер в восточной экваториальной части видимой стороны Луны. Название присвоено в честь шотландского популяризатора науки Мэри Сомервиль (1780—1872) и утверждено Международным астрономическим союзом в 1976 г. 

## Описание кратера

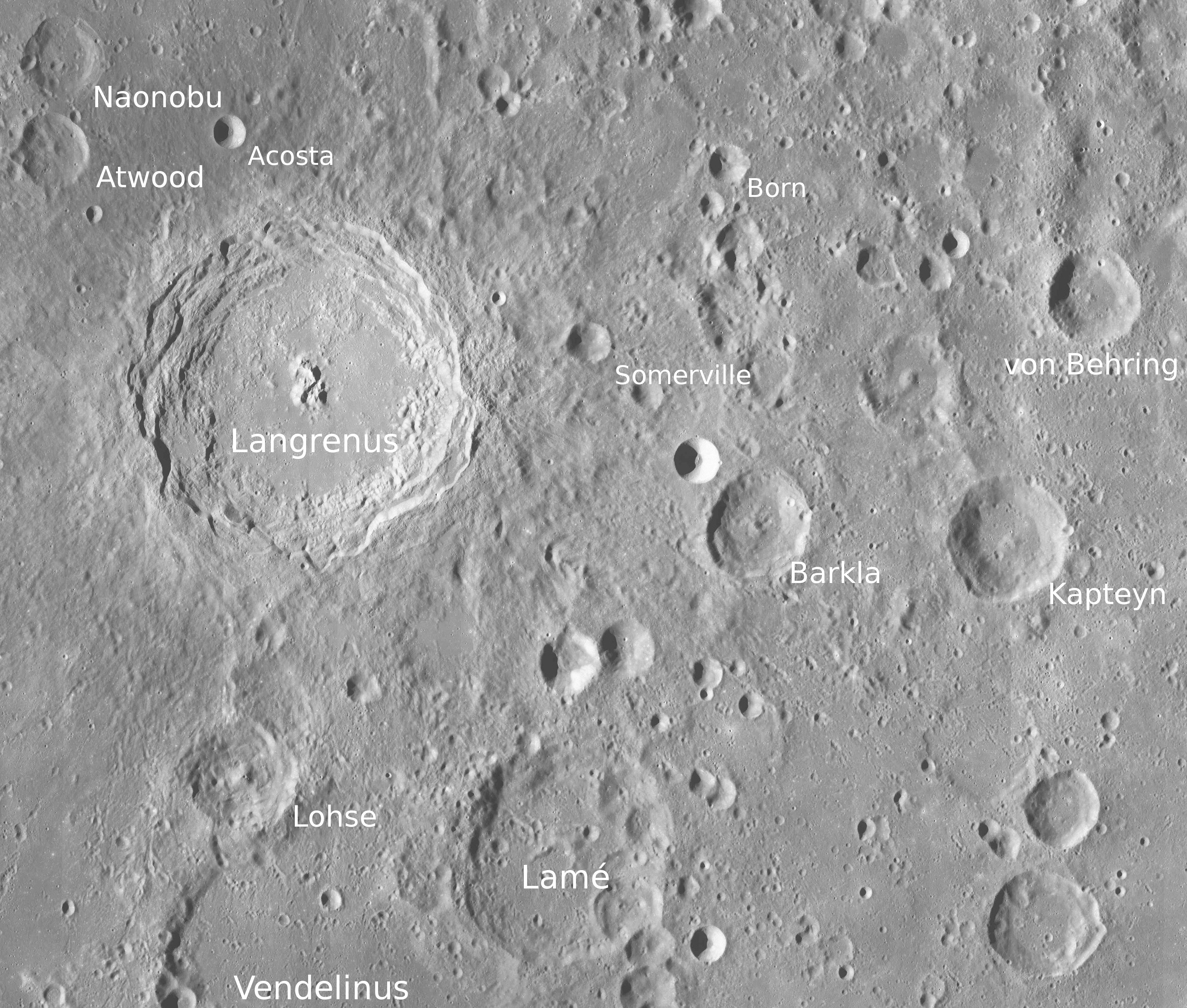
Окрестности кратера Сомервиль. Снимок зонда Lunar Reconnaissance Orbiter.

Ближайшими соседями кратера Сомервиль являются кратер Лангрен на западе; кратер Борн на северо-востоке и кратер Баркла на юго-западе. На западе от кратера, за кратером Лангрен расположено Море Изобилия. Селенографические координаты центра кратера 8°20′ ю. ш. 64°58′ в. д. / 8,33° ю. ш. 64,96° в. д., диаметр 17,1 км, глубина 3080 м.
Кратер Сомервиль имеет близкую к циркулярную форму с небольшим выступом в юго-западной части и практически не разрушен. Вал сглажен, к северо-западной части вала примыкает сателлитный кратер Лангрен H.  Дно чаши пересеченное, без приметных структур. 
До получения собственного наименования в 1976 г. кратер имел обозначение Лангрен J (в системе обозначений так называемых сателлитных кратеров, расположенных в окрестностях кратера, имеющего собственное наименование).

## Сателлитные кратеры
Отсутствуют.

## См.также
- Список кратеров на Луне
- Лунный кратер
- Морфологический каталог кратеров Луны
- Планетная номенклатура
- Селенография
- Минералогия Луны
- Геология Луны
- Поздняя тяжёлая бомбардировка